# هربرت كيريغان
هربرت كيريغان (بالإنجليزية: Herbert Kerrigan)‏ هو منافس ألعاب قوى أمريكي، ولد في 24 يناير 1879 في بورتلاند في الولايات المتحدة، وتوفي في 10 سبتمبر 1959 في سان فرانسيسكو في الولايات المتحدة.

## وصلات خارجية
- هربرت كيريغان على موقع أوليمبيديا (الإنجليزية)